# Атлахутле (Тепетлаосток)
Атлахутле (шп. Atlahutle) насеље је у Мексику у савезној држави Мексико у општини Тепетлаосток. Насеље се налази на надморској висини од 2580 м.

## Становништво
Према подацима из 2010. године у насељу је живело 7 становника.

### Хронологија
| Година       | 2000        | 2005 | 2010 |
| ------------ | ----------- | ---- | ---- |
| Становништво | 19 (8 / 11) | 7    | 7    |

### Попис
| # | Индикатор                     | Вредност |
| - | ----------------------------- | -------- |
| 1 | Укупно домаћинстава           | 2        |
| 2 | Укупно насељених домаћинстава | 1        |
| 3 | Величина локације             | 1        |